# 우다 베니아미나
우다 베니아미나(Uda Benyamina, 1980년 11월 30일 ~ )는 프랑스의 영화 감독, 영화 각본가이다.

## 수상
- 2016 칸 영화제 황금카메라상
- 2017 세자르상 데뷔작품상